# Pierre Alary
Pierre Alary   (París, 1 de maig de 1970) és un autor de còmics i animador de dibuixos animats francès.També firma els seus treballs amb el pseudònim, Stanley. Va estudiar animació a l'École des Gobelins de París i després va anar a treballar al Disney Studio a Montreuil. Va participar en les pel·lícules; A Goofy Movie, El geperut de Notre Dame, Hércules, Tarzán o El emperador y sus locuras. En còmic va debutar a l'editorial Vents d'Ouest el 1993.

## Biografia
Va néixer a París el 1970, a partir del 1991 va iniciar estudis d'animació a l'École des Gobelins de París, una vegada es va haver graduat va treballar primer com a ajudant-animador i posterior-ment com animador a pel·lícules d'animació als estudis d'animació Disney Studio a Montreuil, al llarg de deu anys.
El seu debut al còmic el va fer l'any 1993, amb el conte L'Ami de la Poésie a la sèrie Récits Grain de Sable de l'editorial Vents d'Ouest. Amb Didier Crisse i va cooperar a Griffin Dark, l'Alliance, utilitzant el pseudònim Stanley el 1997.
El 2001 va crear la sèrie Les Échaudeurs des Ténèbres per l'editorial Soleil. Del 2004 al 2007 va dibuixar els toms de Belladona amb guions d'Ange. Així com Simbad amb guions d'Audrey Alwetti i Christophe Arleston per a Soleil des del 2008 al 2010. Amb el guionista Fabien Nury, va crear el díptic d'espionatge històric Silas Corey per a Glénat Caractère el 2013. També va adaptar al còmic el clàssic Moby Dick amb el guionista Olivier Jouvray. Alguns dels projectes col·lectius amb els quals ha col·laborat són; Sur les traces de Luuna (Soleil, 2008), un llibre de Michel Polnareff il·lustrat Chansons (Soleil, 2007).
A més, ha col·laborat en diversos projectes col·lectius, com ara 'Sur les traces de Luuna' (Soleil, 2008), un llibre il·lustrat del cantautor Michel Polnareff titulat Chansons (Soleil, 2007) i Une bien belle nuance de rouge amb Mauricet (Bamboo, 2012).